# 楊乾運
楊 乾運（よう けんうん、生年不詳 - 554年）は、中国の南北朝時代の人物。字は玄邈。本貫は儻城郡興勢県。

## 経歴
南朝斉の安康郡太守の楊天興の子として生まれた。弱冠にして北魏の梁州に召されて主簿となった。孝昌元年（525年）、宣威将軍・奉朝請に任じられた。まもなく梁州治中となり、別駕に転じ、安康郡太守に任じられた。大統元年（535年）、西魏が建国されると、梁州の民の皇甫円・姜晏が叛いて南朝梁につき、梁の蘭欽が兵を率いてかれらを迎えると、漢中は陥落して乾運も梁に入ることとなった。同年（大同元年）、飆武将軍・西益潼二州刺史に任じられた。まもなく信武将軍・黎州刺史に転じた。太清3年（549年）、潼南梁二州刺史に転じた。
天正元年（551年）、西魏の達奚武が南鄭を包囲すると、乾運は梁の武陵王蕭紀の命を受けて南鄭を救援したが、達奚武に敗北した。天正元年（552年）、蕭紀が皇帝を称すると、乾運はその下で車騎将軍・都督十三州諸軍事・梁州刺史に任じられ、潼州に駐屯し、万春県公に封じられた。
梁では蕭紀とその兄の湘東王元繹が帝位を争って混迷のきわみにあり、乾運は兄の子の楊略の提案を容れて西魏に帰順することにした。楊略に2000人を率いて剣閣に駐屯させ、その婿の楽広に安州に駐屯させた。宇文泰が乾運の孫の楊法洛と使者の牛伯友らを派遣してくると、乾運は使者の李若らを関中に送って帰順の意志を伝えた。宇文泰はひそかに乾運に鉄券を与え、使持節・驃騎大将軍・開府儀同三司・侍中・梁州刺史に任じ、安康郡公に封じた。尉遅迥が開府の侯呂陵始を前軍として、剣南に到着させた。楊略は楽広を退去させ、軍将の任電らが同意しないのを恐れて先に捕らえ、その後に城を出て侯呂陵始と面会した。侯呂陵始は安州に入り、楊略と楽広らは乾運に報告した。乾運は尉遅迥に降伏した。尉遅迥はこのため成都に進軍し、数十日で勝利することができた。
廃帝3年（554年）、乾運は長安に入って、宇文泰の礼遇を受けた。まもなく長安で死去した。本官に加えて直巴集三州刺史・尚書右僕射の位を追贈された。
子の楊端が後を嗣ぎ、梁州刺史・車騎大将軍・儀同三司となった。

## 伝記資料
- 『周書』巻44 列伝第36
- 『北史』巻66 列伝第54